# Maribel Zamora Gómez
Maribel Zamora Gómez (Viladecans, 1977) és una exjugadora, entrenadora, àrbitre i directiva de voleibol catalana.
Va començar a jugar a voleibol el 1989 al CV Joventut Viladecans i el 1992 va anar al CV Sant Boi, es va treure el nivell I d'entrenador i poc després va entrar a la junta directiva d'aquest club. Durant cinc anys va dirigir la seva escola esportiva i va adquirir el nivell II d'entrenador i el nivell Territorial A d'àrbitre. El 1998 va fer d'entrenadora-jugadora al Ciutat de Viladecans, i va arribar a la vicepresidència. El 2002 es va treure el títol nacional d'àrbitre i es va dedicar a l'arbitratge fins que el 2004 va formar part d'una candidatura de canvi a la Federació Catalana de Voleibol (FCVb). El canvi no va arribar, però quatre anys més tard s'hi va tornar a presentar encapçalant la candidatura després de rescindir la seva llicència de jugadora amb el CV Viladecans i la seva llicència d'àrbitre amb la FCVb i la RFEVB per incompatibilitat. El 2008 va guanyar les eleccions. Durant el seu mandat, la màxima prioritat ha estat la promoció del voleibol, l'impuls del vòlei platja i l'increment del nombre d'àrbitres i entrenadors. També és secretària del Consell Directiu de la Unió de Federacions Esportives de Catalunya, així com presidenta de la Comissión Mujer y Deporte de la Federació Espanyola.